# Necdetina
Necdetina es un género de foraminífero bentónico de la subfamilia Thailandininae, de la familia Neoschwagerinidae, de la superfamilia Fusulinoidea, del suborden Fusulinina y del orden Fusulinida. Su especie tipo es Necdetina taurica. Su rango cronoestratigráfico abarca el Guadalupiense (Pérmico medio).

## Discusión
Clasificaciones más recientes incluyen Necdetina en la superfamilia Neoschwagerinoidea, y en la subclase Fusulinana de la clase Fusulinata.

## Clasificación
Necdetina incluye a la siguiente especie:
- Necdetina taurica †